# Thomas Müller (Politiker, 1959)
Thomas Michael Müller (* 25. April 1959) ist ein deutscher Politiker (CDU) und war von 1994 bis 2024 Landrat des Landkreises Hildburghausen.

## Leben
Müller besuchte die Berufsschule Technisches Glas Ilmenau und schloss diese als Anlagentechniker mit Abitur ab. Danach absolvierte er ein Direktstudium an der Technischen Universität Dresden mit dem Abschluss Dipl.-Ing.-Päd. für Maschinenbau. Von 1984 bis 1990 war er Berufsschullehrer an der Berufsschule in Themar.
Von 1990 bis 1994 war Müller dee Bürgermeister von Schönbrunn (Schleusegrund).
Am 12. Juni 1994 kandidierte er bei der Landratswahl im Landkreis Hildburghausen. Er erhielt hierbei mit 35,8 % die meisten der abgegebenen Stimmen, verfehlte jedoch die nötigte Mehrheit, sodass eine Stichwahl am 26. Juni nötig wurde. Diesmal erhielt er 53,6 % der abgegebenen Stimmen. Bei den folgenden Landratswahlen wurde er jeweils im Amt bestätigt. So erhielt er am 14. Mai 2000 60,9 % der abgegebenen Stimmen, am 7. Mai 2006 65,1 %, am 22. April 2012 64,7 % und am 15. April 2018 61,1 %.
Thomas Müller ist verheiratet und hat eine Tochter.